# 磷杂乙炔醇钠
磷杂乙炔醇钠（英语：Sodium Phosphaethynolate）是一种离子化合物，化学式为NaOCP。该化合物中的OCP-离子呈直线形。

## 制备
可由NaPH2·xNaOtBu和Fe(CO)5反应制备：
NaPH2·xNaOtBu + Fe(CO)5 —THF→ NaOCP + Na2[Fe(CO)4]
产生的Na2[Fe(CO)4]和CO2反应，可以得到Fe(CO)5回收。
当Fe(CO)5和单独的NaPH2反应时，只有很少的PH2-转化为NaOCP，大部分的含磷产物是PH3。其他产物还包括Na[HFe(CO)4]、Na2[Fe2(CO)8]、Na[(H2P)Fe(CO)4]等，反应还会有剩余的Fe(CO)5。若将该反应的产物在室温、常压的氩气中放置9天，会得到{[Fe(CO)4]2(μ-PH2)}Na和一种未知化合物（31P NMR δ=46.36mm(JPP=153.5Hz),δ=164.48ppm(JPP=153.5Hz)）。
NaPH2和CO在DME中加压反应，能够得到NaOCP的加合物，并放出氢气：
NaPH2 + CO —110bar, 80℃→ [NaOCP·(dme)2]2 + H2

## 性质
磷杂乙炔醇钠和二氧化碳反应，可以形成加合物Na2P2C3O4，该加合物中含有P2C3O42-离子：
磷杂乙炔醇钠和三甲基卤化硅反应，可以得到五元环的化合物：
NaOCP中OCP-的氧可以通过低温下和CS2反应，被硫取代，形成SCP-。而和SO2或I2反应时，只会得到五元环的化合物（P4C4O42-）：

## 用途
磷杂乙炔醇钠可用于合成有机磷化合物，如与异氰酸酯反应，聚合成环。